# Hapona salmoni
Hapona salmoni là một loài nhện trong họ Toxopidae.
Loài này thuộc chi Hapona. Hapona salmoni được miêu tả năm 1964 bởi Raymond Robert Forster.